# Шаповал, Роман Николаевич
Роман Николаевич Шаповал (укр. Роман Миколайович Шаповал; 28 сентября 1993, Гланышев — 27 августа 2024, Петропавловка) — украинский военнослужащий, лейтенант, участник российско-украинской войны. Герой Украины (2025, посмертно).

## Биография
Родился 28 сентября 1993 года в селе Гланышев Переяслав-Хмельницкого района Киевской области. Окончил Университет Григория Сковороды в Переяславе.
В 2014 году участвовал в АТО в составе батальона «Айдар».
С началом полномасштабного вторжения России в Украину в 2022 году добровольно вступил в ряды Вооружённых сил Украины. Служил командиром механизированной роты механизированного батальона. Погиб 27 августа 2024 года в результате удара FPV-дрона и артиллерийского обстрела вблизи села Петропавловка Купянского района Харьковской области. Похоронен 30 августа 2024 года в родном селе

## Награды
- Звание «Герой Украины» с удостоением ордена «Золотая Звезда» (21 февраля 2025, посмертно) — за личное мужество и героизм, проявленные в защите государственного суверенитета и территориальной целостности Украины, верность военной присяге[1].
- Орден Богдана Хмельницкого III степени (13 мая 2024) — за личное мужество и высокий профессионализм, проявленные в защите государственного суверенитета и территориальной целостности Украины, верность военной присяге[2].